# Отто Гекман
Отто Герман Леопольд Гекман (нім. Otto Hermann Leopold Heckmann; 23 червня 1901 — 14 травня 1983) — німецький астроном, член Геттінгенської АН.

## Біографія
Родився в Опладені, нині це район Леверкузена. У 1925 закінчив Боннський університет. У 1925—1927 працював в обсерваторії в Бонні, в 1927—1941 — в Геттінгені. З 1941 — професор астрономії Гамбурзького університету, в 1941—1962 — директор Гамбурзької обсерваторії. У 1962—1969 — директор Європейської Південної обсерваторії в Чилі.
Основні наукові роботи відносяться до динаміки зоряних систем і космології. Визначив точні положення і власні рухи зірок у зоряних скупченнях. Вивчення власних рухів у скупченні Гіади дозволило йому визначити нуль-пункт шкали фотометричних відстаней. Ініціатор і організатор у міжнародному масштабі створення «Третього каталогу Німецького астрономічного товариства» (AGK3), який містить власні рухи 180000 зірок. Дослідження Гекмана з космології узагальнені в його книзі «Теорія космології».
Член Паризької АН, Бельгійської королівської академії наук, літератури та образотворчих мистецтв, Шведської королівської академії наук та інших, голова Німецького астрономічного товариства (1952—1957), віце-президент (1955—1961) і президент (1967—1970) Міжнародного астрономічного союзу.
Премія П. Ж. С. Жансена Французького астрономічного товариства (1962), медаль Дж. Вотсона Національної АН США (1963), медаль Кетрін Брюс Тихоокеанського астрономічного товариства (1964).

## Роботи
- Theorien der Kosmologie. Berlin: Springer, 1942 und 1968
- Sterne, Kosmos, Weltmodelle. München: Piper, 1976 (auch dtv-Taschenbuch)